# Ярцевский район (Красноярский край)
Ярцевский район — бывший район на территории Красноярского края, существовавший в 1941—1957 годах. Административный центр — с. Ярцево. Находился на территории нынешнего Енисейского района, в его северной части.

## История
Ярцевский район 12 мая 1941 года образован Указом Президиума Верховного Совета РСФСР путём передачи части территории из Енисейского (расположенной ниже села Колмогорово, в том числе Луговатка) и Туруханского районов (поселения включительно до реки Подкаменная Тунгуска). Административным центром стало село Ярцево.
Таким образом в состав Ярцевского из Туруханского района были включены сельсоветы: Вороговский, Никулинский, Подкаменно-Тунгусский, Суломайский, Сумароковский, Сымско-Касский, Ярцевский, из Енисейского района — Колмогоровский, Луговатский, Назимовский, Нижне-Шадринский.
Причиной образования района стала, прежде всего, потребность в обеспечении надзора за значительно увеличившимся в конце 1930 — начале 1940-х количеством ссыльных, так называемых спецпереселенцев.
По состоянию на 1951 год площадь Ярцевского района составляла 122.100 км2, что в два раза превышало размеры Московской области. Численность населения составляла лишь 12.052 человека, в числе которых преобладали русские, но проживали также коренные жители этих мест — кеты и эвенки.
После окончания репрессий и амнистии осуждённых лиц, большинство спецпереселенцев покинули территорию района, в связи с чем численность его населения стала значительно снижаться. Поэтому 14 августа 1957 года Ярцевский район был упразднён, а его территория передана частью в Енисейский, а частью в Туруханский районы.

## Экономика
Основными предприятиями района являлись: Туруханский леспромхоз (в 1961 году переименован в Ярцевский), рыбный завод, 24 колхоза и 1 совхоз. Колхозы: «Верный охотник» (д. Сергеево), имени 1 Мая (с. Назимово), имени Кирова (д. Нижнешадрино), имени Кирова (д. Танково), имени Лазо (д. Пономарёво), имени Молотова (д. Стрелка), имени Папанина (д. Луговатка), имени Парижской коммуны («Парижская коммуна») (д. Подкаменная Тунгуска), имени Первое мая (д. Колмогорово), имени Сталина (п. Суломай), имени Чапаева (д. Осиново), «Красный Октябрь» (п. Кривляк), «Красный ударник» (п. Комса), «Новая жизнь» (д. Тамарово), «Новая жизнь» — (д. Сушняки), «Новый быт» (д. Нижнешадрино), «Новый путь» (д. Никулино), «Полярная звезда» (д. Сумароково), «Путь охотника» (д. Новосавино, д. Остятская), «Свободный север» (д. Зотино), «Северный пахарь» (с. Ярцево), «Северное сияние» (д. Никулино), «Северный охотник» (д. Якша), «Ударник» (с. Ворогово). Совхоз имени Молокова относился к поселениям Фомка, Грива и Смольное.

## Социальная сфера и культура
В районе находились: больница (с родильным, хирургическим и амбулаторным отделениями), ясли, детский сад и средняя школа, Дом культуры на 200 мест. Все здания были деревянными. Системы водоснабжения, а также предприятий жилищно-коммунального хозяйства не было.

## Связь и транспорт
Связь района с другими территориями осуществлялась как водным путём (в Ярцево была пристань на реке Енисей), так и воздушным — в райцентре находился аэродром.
В 1951-м была построена колхозная электростанция.
В Ярцевском районе действовала контора связи, полуавтоматическая телефонная станция, радиостанция и 3 радиоузла (в сёлах Ярцево, Назимово, Никулино), а также метеостанция.